# Gran Enciclopèdia de la Música
La Gran enciclopèdia de la música (a les referències bibliogràfiques, abreujadament, GEM), és una enciclopèdia musical, en llengua catalana, de l'editorial barcelonina Grup Enciclopèdia Catalana. L'obra, que es va publicar de 1999 a 2003 en vuit volums, conté prop de 10.000 articles creats per més de 140 professionals, i s'hi inclou informació sobre música de tot el món i de totes les èpoques i els estils, amb un especial interès pel món occidental i, particularment, pels Països Catalans. L'obra està disponible com a enciclopèdia en línia.